# Вооружённые силы Ливана
Вооружённые силы Ливана (араб. الجيش اللبناني‎) — совокупность войск Республики Ливан, предназначенная для защиты свободы, независимости и территориальной целостности государства. Состоят из трёх родов войск:
- сухопутные войска,
- военно-морские силы,
- военно-воздушные силы.

Главнокомандующий — президент Жозеф Аун.
Административное руководство осуществляет министр обороны Мишель Менасса.

## История

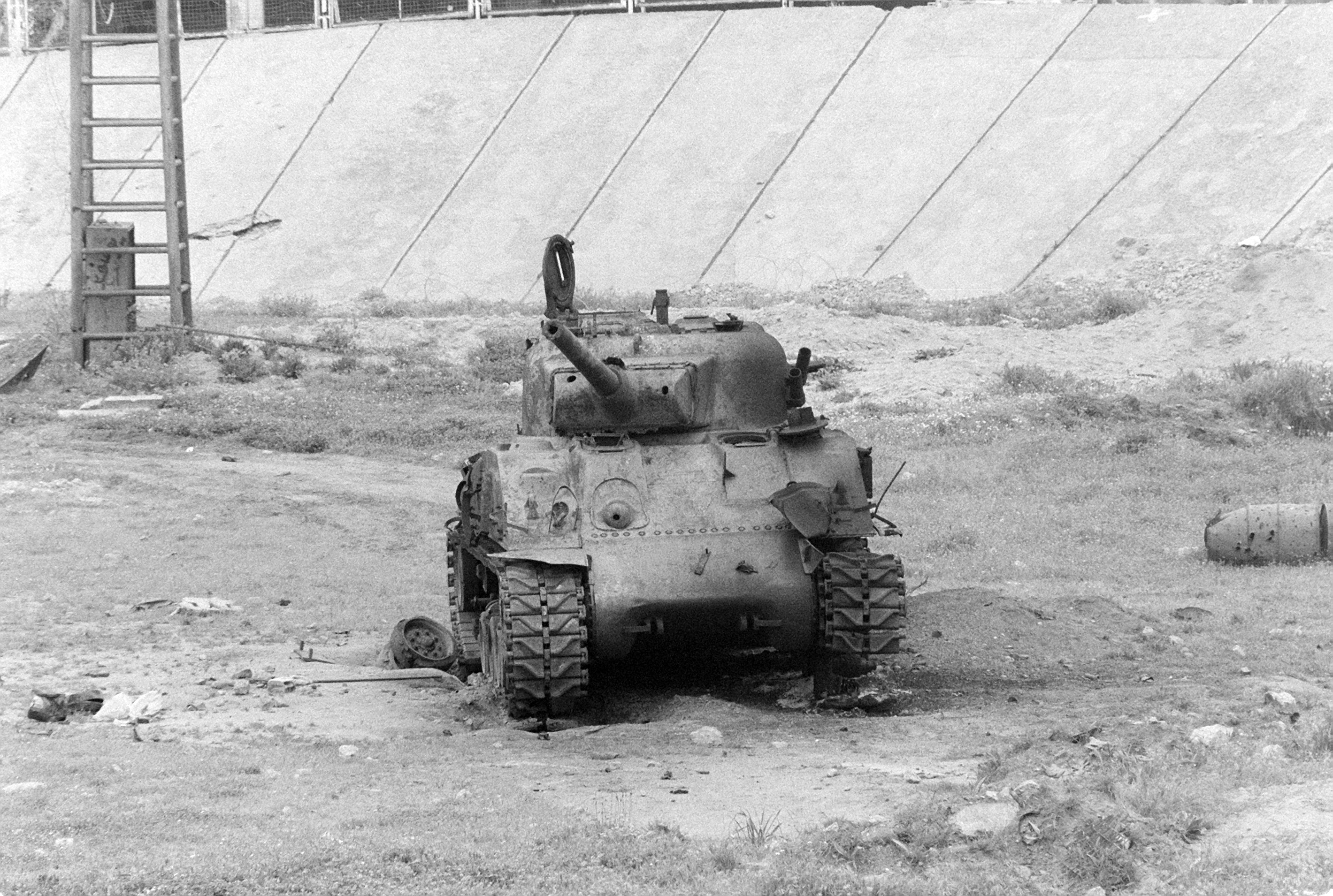
Подбитый Шерман в Ливане

Армия Ливана была образована из ранее существовавших подразделений «специальных войск Леванта» (созданных в период французского мандата как местные военные формирования), а также воинских частей, запасов вооружения и техники, оставшихся после эвакуации французских войск из Ливана в 1946 году. Официальной датой создания вооружённых сил считается 1 августа 1945 года.
По состоянию на 1952 год, общая численность вооружённых сил Ливана составляла 8 тыс. чел. (из которых, 2-3 тыс. служили в жандармерии и полицейских формированиях).
В 1950-е — 1960-е военные расходы были сравнительно невелики, на уровне 4 % ВНП.
По состоянию на начало 1975 года, перед началом гражданской войны общая численность вооружённых сил Ливана составляла 15 тыс. чел.
- Сухопутные войска (14 тыс.) состояли из одной танковой бригады, девяти пехотных батальонов, двух разведывательных батальонов, одного батальона «коммандос», двух артиллерийских и одного зенитно-артиллерийского дивизиона. На вооружении ливанской армии находилось 120 танков, 150 бронетранспортёров и 75 артиллерийских орудий.
- Военно-воздушные силы (около 1000 чел.) состояли из двух эскадрилий боевых самолётов и 10 вертолётов.
- Военно-морские силы (300 чел.) состояли из 9 патрульных и десантных катеров[3].

После начала гражданской войны, с 1976 года начались контакты израильтян с политическими лидерами ливанских правых и христианских сил, а также командованием ряда подразделений ливанской армии, которые находились под их контролем на юге и на севере Ливана. В течение 1976 года Израиль поставил правохристианским формированиям 110 танков, бронетранспортёров и бронемашин, 5 тыс. пулемётов и 12 тыс. единиц стрелкового оружия. В дальнейшем, по данным бейрутской газеты «Аш-Шарк», только в период с начала 1977 до середины 1981 года Израиль поставил ливанским правым 165 танков и бронемашин, 40 орудий и 5 вертолётов.
По состоянию на 1 июля 1979 года, общая численность правительственной армии Ливана составляла 8,8 тыс. человек, в том числе 8 тыс. в составе сухопутных войск, 500 в составе ВВС и 300 чел. в составе ВМС.
В 1982 году 80 американских военных советников приступили к обучению подразделений ливанской армии с целью повышения их боеспособности. Также, правительство Ливана приступило к закупкам крупных партий вооружения в США и Франции: в 1983 году на сумму 1,2 млрд долларов, в 1984 году — на 1 млрд долларов, в 1986 году — на 400 млн долларов.
- в рамках этих поставок, в начале января 1984 года из Франции было поставлено 100 танков AMX-13[9].

В 1988 году ливанская армия состояла из 10 бригад, её общая численность составляла около 40 тыс. военнослужащих (из которых 25 тыс. были сосредоточены в районах проживания христианского населения и 15 тыс. — на остальной территории страны). Однако степень технической оснащённости и боеспособность подразделений была неодинаковой — по сообщениям газеты «Дияр», в пяти бригадах, где большинство личного состава составляли христиане, было сосредоточено 75 % тяжелого вооружения, а в остальных пяти бригадах, где большинство военнослужащих являлись мусульманами — не более 25 % тяжелого вооружения.
В 1995 году по программе военной помощи вооружённые силы Ливана получили из США 99 бронетранспортёров M-113, 34 артиллерийских тягача, 13 армейских джипов и 114 автомашин типа «пикап».
С уходом в апреле 2005 года сирийских войск, одним из приоритетов правительства Ливана стало осуществление реформы и модернизации вооружённых сил и спецслужб. Правительство Ливана обратилось к правительствам США, Великобритании, Франции, Иордании и Египта с просьбой разработать программу реформирования армии Ливана в ближайшем будущем.
В 2007 году на вооружение армии Ливана поступили первые автомашины HMMWV — по программе военной помощи из США в феврале 2007 года была получена первая партия из 60 машин, и в ноябре 2007 года — ещё 130 машин.
В 2008 году по программе военной помощи США передали Ливану партию автоматических винтовок M-16, карабинов M4, боеприпасы к стрелковому оружию, бронежилеты, внедорожники и грузовые автомашины. В 2009 году США передали для ВВС Ливана партию из 12 разведывательных беспилотных летательных аппаратов RQ-11B «Raven». Таким образом, Ливан стал первым арабским государством, получившим беспилотные летательные аппараты американского производства с разрешения правительства США.

### Участие в арабо-израильском и местных конфликтах
В 1948 году ливанская армия приняла участие во вторжении армий пяти арабских стран в только что провозглашённое Государство Израиль. С тех пор Ливан и Израиль находятся в состоянии войны и мирный договор не заключён.
С 2000 года южные районы Ливана контролируются вооруженными подразделениями Хезболлы, а не ливанской армией. На ливано-израильской границе в связи с этим происходят регулярные вооруженные столкновения. Тем не менее, израильские ВВС несколько раз наносили удары по местам дислокации правительственных сил и подразделениям ливанской армии. По официальным данным правительства Ливана, в период с 12 июля по 14 августа 2006 года потери ливанской армии и сил безопасности составили 43 военнослужащих, жандармов и полицейских убитыми и 350 ранеными.

## Современное состояние
Основными задачами ливанских вооружённых сил являются — поддержание безопасности и стабильности страны, охрана границ государства, гуманитарные и спасательные операции, пожаротушение и борьба с контрабандой наркотиков.
Все три рода войск находятся под руководством и координацией Командования вооружённых сил Ливана, расположенного в Ярзе, к востоку от столицы страны — Бейрута.
В общей сложности в стране шесть военных училищ и школ. Некоторые кадеты проходят подготовку за рубежом.
Оружие и снаряжение ливанских вооружённых сил приблизительно на 85 % производства США, остальное из Великобритании, Франции и советского производства.
По состоянию на начало 2011 года, общая численность вооружённых сил Ливана составляла 59,1 тыс. чел. (ещё 20 тыс. служат в войсках внутренней безопасности и иных военизированных формированиях).

## Комплектование
Ранее в Ливане была обязательная для мужчин служба по призыву сроком 1 год. 5 мая 2005 была принята новая система призыва, сократившая срок службы до 6 месяцев. Через два года обещан полный отказ от призыва.

## Структура вооружённых сил

### Сухопутные войска
Сухопутные войска Ливана включают в себя:
- 5 региональных штабов (военных округов)
- 11 мотопехотных бригад
- 1 бригаду Республиканской гвардии (обеспечивает охрану президента и сопровождает его в поездках)
- 1 бригаду военной полиции
- 1 полк «коммандос»
- 5 полков специального назначения
- 1 десантно-штурмовой полк
- 1 полк морских коммандос
- 2 артиллерийских полка
- 3 вспомогательных полка (инженерный, медицинский, тылового обеспечения).

По состоянию на начало 2011 года на вооружении ливанской армии состояло 326 танков, 1240 бронетранспортёров, 54 боевых разведывательных машин, 492 орудия полевой и противотанковой артиллерии, 22 РСЗО, 334 миномёта и 37 пусковых установок ПТУР.
На вооружении сухопутных войск состоит[уточнить]:
- 40-50 основных боевых танков Леопард 1 (40 поставлено в 2007—2008 гг.)
- 66 танков M60А3 (66 поставлено в 2008—2009 гг.)
- 93 средних танков M48А1/А5[16]
- 200 средних танков Т-54 и Т-55
- 40 лёгких танков AMX-13[20] (возможно, находятся на хранении или сняты с вооружения)
- 70-81 БМП AMX-VCI производства Франция
- более 1200 бронетранспортёров M113 производства США
- 81 бронетранспортёр VAB
- 12 бронетранспортёров Panhard M-3 производства Франция
- 100 командно-штабных машин M577A2 (на базе БТР М113; переданы США в 1995 г.)
- 33 БРЭМ M578 (переданы США в 1996—1997 гг.)
- 18 ЗРК М548А1 (на базе БТР М113; переданы США в 1997 г.)
- 50-60 бронетранспортёров Chaimite (V-100 Коммандо) производства Португалия (на хранении)
- около 20 БТР «Сарацин» производства Великобритания (возможно, сняты с вооружения или переданы в МВД)
- 67 БРМ AML-90
- некоторое количество американских бронеавтомобилей Стегхаунд, и английских бронемашин Феррет, Саладин (на хранении или сняты с вооружения)

### Военно-морские силы
Военно-морские силы Ливана занимаются защитой территориальных вод и портов Ливана и борьбой с контрабандой.
На начало 2010 года численность ВМС составляла 1,1 тыс. чел., на вооружении состояли два десантных корабля и 10 патрульных катеров
На начало 2011 года численность ВМС составляла 1,1 тыс. чел., на вооружении состояли два десантных корабля и 11 патрульных катеров.
На вооружении имеется[уточнить]:
- 5 патрульных катеров типа ATTACKER, водоизмещением 38 тонн, постройки Великобритании
- 2 патрульных катера типа TRACKER, водоизмещением 31 тонна, постройки Великобритании
- 2 французских десантных корабля типа EDIC, водоизмещением 670 тонн
- 25 малых патрульных катеров водоизмещением 6 тонн

### Военно-воздушные силы
По состоянию на начало 2011 года, численность ВВС составляет 1 тыс. военнослужащих. На вооружении находятся шесть истребителей-бомбардировщиков «Хантер» Mk.9, один Cessna AC-208 «Combat Caravan», один вертолёт AW-139, 24 UH-1H, пять Bell 212, восемь SA.342 «Gazelle», пять SA.316 «Aluette-III», пять SA.330, четыре Robinson R44 «Raven II», три S-61 и один SA.318.